# Styfninian ołowiu
Styfninian ołowiu – organiczny związek chemiczny, sól kwasu styfinowego (1,3-dihydroksy-2,4,6-trinitrobenzenu) i ołowiu na II stopniu utlenienia. Jest najczęściej wykorzystywanym w przemyśle zbrojeniowym inicjującym materiałem wybuchowym. Ma bardzo dużą wrażliwość na bodźce mechaniczne, temperaturę oraz wyładowania elektrostatyczne. Eksploduje w temperaturze około 275 °C. Jego prędkość detonacji oscyluje około 5000 m/s.

## Otrzymywanie
Styfinian ołowiu otrzymuje się w reakcji kwasu styfninowego, tlenku ołowiu(II) (PbO) i metanolu. Można go również otrzymać metodą z użyciem kwasu styfninowego, tlenkiem magnezu oraz octanu ołowiu(II).